# Pień tarczowo-szyjny
Pień tarczowo-szyjny (łac. truncus thyreocervicalis) – w anatomii człowieka tętnica zmiennej długości wychodząca z tętnicy podobojczykowej przed przyśrodkowym brzegiem mięśnia pochyłego przedniego.
Gałęzie:
- tętnica tarczowa dolna (zaopatrująca m.in. częściowo tarczycę, krtań, tchawicę[2])
  - tętnica szyjna wstępująca – może odchodzić od pnia tarczowo-szyjnego, ale nie jest to najczęstszy przypadek
- tętnica nadłopatkowa
- tętnica poprzeczna szyi (zaopatrująca mięśnie grzbietu, karku i skórę karku)